# کایلا پدرسن
کایلا پدرسن (انگلیسی: Kayla Pedersen؛ زادهٔ ۱۴ آوریل ۱۹۸۹) بازیکن بسکتبال اهل ایالات متحده آمریکا است.
وی در مسابقات کشوری و بین‌المللی در مجموع برندهٔ ۳ مدال طلا شده‌است.